# 応化戦争記シリーズ
『応化戦争記シリーズ』（おうかせんそうきシリーズ）は、打海文三による日本の小説。

## 概要
シリーズ名は『応化クロニクル』ともされるなど特に定まっておらず、第一部の単行本を除きイラストは帝国少年が担当している。角川書店より、2004年から2009年にかけて全10巻（単行本5巻、文庫5巻）が刊行された。そのうち完結編である「覇者と覇者」は作者の死去により上下巻合本で未完（下巻の第3章まで）のまま刊行されている。また、「裸者と裸者」上下巻を原作として七竈アンノの作画で、漫画化作品が少年画報社刊『ヤングキングアワーズ』2010年8月号より2014年3月号まで連載された。
秩序が崩壊し、略奪、強姦、殺人がまかりとおる世界を描写しながらも、陰惨で悲劇的な物語ではなく、登場人物たちは時代に適応して悲観にくれることなく生き抜いている。上巻は海人の成長の物語であり、彼は最後まで愚直で誠実な人間である。下巻は、月田姉妹の波乱万丈の大活躍を描いている。

## 設定
そう遠くない近未来、世界恐慌によって世界は大打撃を受けた。アメリカは経済破綻寸前でヨーロッパですら人種暴動がおきていた。アジアでは、ロシアからシベリアが独立し、中国は内戦状態となるなど混乱を極め、大量の難民が日本に押し寄せていた。
その日本では（「応化」という新元号の時代）、市場経済の行き詰まりによる金融システムの崩壊と経済恐慌、財政破綻が起き行政機関は給料未払いのために機能を停止、国内難民の激増、食糧暴動が頻発して治安の悪化は極限に達した。結果として日本国軍（憲法改正により自衛隊が軍隊になったという設定）佐官グループが「救国」を掲げ、応化2年2月11日に首都でクーデターを決行。首都を制圧、全国の佐官グループたちもこれに呼応し将官を拘束して新しい司令官を確立した。
しかし、政府側も反撃に転じ、国軍は二つに分裂。アメリカ軍の支援を受けた政府軍は四日間の戦闘ののち首都を奪還したが戦線は全国に拡大し反政府軍を支援するために東北方面軍は首都に向けて進撃した。しかし、アメリカ軍は一般人を巻き添えにして反政府軍を徹底的に空爆した。これによって反政府軍は四散分裂し、敗走するが理性を失い全国各地で民衆を襲う強盗と化してしまう。政府側もクーデターによって軍事評議会が政権を掌握し憲法を停止させ以降、北海道を除く日本は軍閥が群雄割拠する泥沼の内戦状態に陥った。国内は、武装勢力が地方都市を攻略して地方政権を名乗る時があれば、ある都市は、生存のため軍隊を結成し地下経済を育成、時には他の都市を略奪する無政府状態である。ただし公共施設、鉄道などのインフラは破壊されているが発電所や貿易のための港湾都市など各勢力とって有益であれば手は出されない。
そして応化12年現在、どの武装勢力も自分に利益のある戦争を終わらせる気がなく、上層部は私腹を肥やすことに熱中し兵士はゴロツキ同然で、国民（10人に1人は外国出身者）の日常は窃盗・強盗・レイプなど、常に死の危険にさらされている。マフィアや軍閥がドラッグを生産、国内販売、輸出することで経済を動かしており、人身売買、武器の横流し、略奪資産の売買も盛んである。
舞台は、北関東、東北南部、首都圏など北日本で、内戦初期に空軍と海軍を失ったため軍閥は戦車、武装ヘリコプター、装甲車、重火器、小火器で戦闘を行う。兵力は多くても数万人規模（政府軍を除く）である。戦況は海外メディアや国内マスコミによって報道され、時にはテレビで生中継される（戦っている軍閥にとっては自軍の動きが敵側にも丸見えになるため迷惑極まりない。このため、飛行禁止空域を指定し、従わない報道ヘリに対する攻撃もままある）。

## あらすじ
茨城県常陸市に生まれ育った佐々木海人は、内戦初期に両親を失い7歳で孤児となるが、幼い妹と弟を養うために自らの学業を断念して懸命に働く。15歳で政府軍に強制的に徴兵され、孤児中隊に配属されるが、指揮官として頭角を現し、次第にのし上がっていく。それにつられるように、所属する常陸軍も戦争を終わらせるための軍閥へと変わってゆき、反政府軍と連合して政府軍に反旗を翻す。

## 登場人物
佐々木海人（ささき カイト）
上巻の主人公。7歳から煙草売り、食堂の下働きなどで得た金で生活費を稼ぎ家族に路上生活をさせないよう苦闘する。一時的に武装勢力に拉致され、初めて常陸市の外に出た。そこで少年兵として地獄の世界を生き抜くが、部隊が壊滅したときに脱走し、その時に月田姉妹と出会う。帰宅後まもなく15歳となった時に徴兵されるが、戦闘経験があることや善良さで仲間の信頼を勝ち取り、マフィアに協力し資金も得て頭角を現し、伍長から軍曹に昇進、いわき戦争後は2階級特進して准尉となる。20歳で常陸軍孤児部隊3500人の司令官となる。常陸軍No.3の実力者。まともな倫理観の持ち主であり戦争終結を心から願っている。向学心はあるが上昇志向はなく、軍隊に留まっているのも仲間のため。マフィアを通じてのドラッグを含む押収品の転売などを行うが人身売買は嫌い。コミック版では、何か決断を下す前や精神が昂ぶったときに深呼吸する癖がある。
佐々木恵（ささき メグ）
海人の4歳下の妹。真面目でしっかり者の優等生。兄弟に離散前の家族について語るのは彼女の役目だった。兄の援助で東京の私立校で学んだ後に海外留学し、オーストラリア政府が創設した武装解除ミッションの一員として帰国する。
海人に対して少々屈折した想いを抱いており、時おり「出ずっぱりの夫（恋人）を責める」ような言動をする（コミック版では海人の匂いが染みついた服を抱きしめて寝ている）。
佐々木隆（ささき リュウ）
海人の6歳下の弟。短気。兄の援助で東京の私立校で学んだ後に海外留学したが、中退しアジア諸国漫遊の旅に出る。帰国後は、九竜シティで無担保少額融資サービスの職員となる。パンプキン・ガールズとも協力関係にある「死体屋」と呼ばれる少女と交際している。
月田桜子、椿子（つきだ さくらこ、つばきこ）
下巻の主人公。双子の姉妹。いつも二人で行動しお互いに一心同体とみなしている。容姿は成人しても15歳くらいの女の子だが、その行動は野放図で欲望のままに生きる。しかし、義理人情には厚く状況に応じて非情な決断を下すときもあるが、非道な悪事は犯さない。
栃木県宇都宮市で祖父母と母親と暮らしていたが、戦争で同時に亡くす。その時に海人と知り合い、別れた後は昏睡強盗をして生活していた。海人の援助で編入した東京の私立校を退学になった後は、戦場輸送のトラック運転手を経て、女の子だけのマフィア「パンプキン・ガールズ」を結成する。第一部の終盤で桜子が爆弾テロにより暗殺され、椿子だけになる（正確には生き残った本人も自分が桜子か椿子なのか判らなくなっている）。
コミック版では描き分けのためか、髪の分け目が左右逆になっており、桜子は左目、椿子は右目が髪で隠れている。桜子とされた片割れの死と共に両目を出した髪形になった。
竹内里里菜（たけうち りりな）
海人の恋人。移動鮮魚店の女主人で、メグと同い年の息子・朋幸がいる。佐々木兄妹弟の住むアパートの大家だったが、海人と常陸TCのイザコザで燃やされてしまう。義父は認知症、夫は開戦時の爆撃で腰が立たなくなり小さな雑貨屋をしていたが、強盗に入った孤児に撃たれて死んだ。その後、海人からの資金提供を受けて鮮魚店「ドラゴン・ママ」を開店した。
海人からは真剣に求愛されているが、自身は愛人としての立場を崩すことはなく、海人にはちゃんとした《人生の伴侶》が必要だと思っている。
クワメ・エンクルマ
海人の孤児兵仲間で後に幹部となる。ガーナ人と日本人の混血。脱走兵の処刑を命じられて熱を出すなど元々争いごとを好まない性格で、東京の制圧に伴う孤児兵の社会復帰事業で除隊。常陸市内ホテルのボイラー技士として就職。ミュージシャンとしても活動する。
コミック版ではボリスと並んで身体的に恵まれており、膂力にも優れる。
葉郎（ヨウロウ）
海人の孤児兵仲間で後に幹部となる。中国人孤児。お調子者だが情に篤く、後輩として配属されたシンクン（申勲）が味方である第1小隊の兵に殺害された時には怒り悲しんだ。
コミック版では、新たに配備された装甲車を3日かけて磨き上げたり、護衛艦に乗艦して歓声を上げるなど、乗り物好きな一面も見せる。
ボリス・ハバロフ
海人の孤児兵仲間で後に幹部となる。シベリア少数民族出身。戦闘センスが高く孤児部隊の突撃隊長。そのせいか目立って負傷が多い。コミック版では近接格闘武器としてスコップを愛用する。
田崎俊哉（たざき としや）
海人の孤児兵仲間で後に幹部となる。孤児兵で唯一、学校教育を受けている。常陸軍からの脱走兵たちを殺戮したことから常陸市の守備隊長へと左遷される。まもなく黒い旅団に寝返り反乱を起こすが、海人らに鎮圧され自決した。
池 東仁（チ トウジン）
海人によって捕虜となった孤児兵から引き抜かれた。後に幹部となる。コミック版では、土浦制圧後に孤立して立てこもり事件を起こしたところを海人に保護され、その事に恩義を感じている描写がある。
キャロル・クリストフ
イギリス人ジャーナリスト。常陸軍孤児部隊にかなり初期から接近し、その後も孤児部隊やパンプキン・ガールズとパイプを持つ。白人としての優越感を満足させる形での被虐願望がある。首都圏での取材中、黒い旅団の孤児部隊に拉致され、斬首刑に処せられる。
コミック版では「戦争を見ること」に情熱を燃やし、飛行禁止区域を無視して放送を行った結果ヘリを撃墜されたり、東京の戦いにケリが着いた際にガッカリしている。
白川 如月（しらかわ きさらぎ）
常陸軍中尉。女性。冷徹な戦略家で外国人部隊と孤児部隊の非主流派（コミック版では白川派）を率いる。いわき戦争後は2階級特進して少佐となる。首都圏侵攻後、東京UFとの融和路線の正規軍の主流派と対立して勝利し、司令官（少将）となる。
戦前から続く軍人の家系だが、水戸軍司令だった父親が従兄弟に謀殺されるなどしてから「悪党」になることを決意して行動し、「我らの祖国」に対する総攻撃・制圧戦後に隠棲した山荘で拳銃自殺した。
ファン・ヴァレンティン
常陸市のロシアンマフィアの幹部。かつて幼い海人と知り合い、気に入ってなにかと面倒を見る。海人が孤児兵になるとビジネスパートナーとなる。対立する常陸TCの襲撃を受けて彼以外のボス、幹部が全員死亡したが、孤児部隊の協力によって常陸市を取り仕切るマフィアのボスとなる。
カイトが戦闘で得た押収品の転売などを行うが、そうして得た利益を常陸市の産業育成やインフラ整備に投資している。
イヴァン・イリイチ
外国人傭兵部隊隊長。大尉。戦争狂に見えるが、戦争終結後の外国人の行く末を守るために常陸軍に協力している。いわき戦争後は2階級特進して中佐となる。非主流派に属しクーデター後は准将に昇進。常陸軍No.2となる。
かつては戦場を渡り歩きながら犯罪といえる行いも散々してきたようで、現在の行動規範もそういった経験の結果。軍人として成長しながらも無邪気さを失うことのない海人を気に入っている。妻子を東京に住まわせていたが、後に離婚。
コミック版では、長い軍生活の影響かキャンプなど野外で行う娯楽にはうるさいとのこと。
雅宇哩（ガウリ）
つくば外語大の学生だったが、人買に拉致されたところを孤児中隊の検問で発見・保護された。女性ホルモンの投与や軍人相手に客を取らされていた結果「主体を捨てること」を望むようになる。紆余曲折の末に海人の家庭教師として保護され、常陸市で歌手としても活動する。
森まり（もり まり）
ンガルンガニ代表。元娼婦（コミック版では現役）だが、かなりの教養と判断力を持ち組織内でのリーダーシップをとる。後に爆弾テロによって桜子と共に暗殺され、遺体はほぼ完全に消失した。唯一残った左手（森個人の私物である指輪がはまっていた）のDNA鑑定により死亡が確認された。
アウグスト / マルコ
宇都宮軍から離脱した孤児部隊から生まれたマフィア「鉄兜団」のリーダー。カイトを拉致した武装勢力「加賀見部隊」で分隊長を務めていた少年でマルコは当時名乗っていた偽名。「我らの祖国」に対する総攻撃に際して椿子の仲介で海人と再会する。
コミック版ではいわき軍孤児部隊の指揮官としてカイトと再会し戦闘を停止。いわき側に勝ち目はないと知らされ、隊を解散して旅に出る（その際、少なくない部下が同行していた）。後に東京制圧戦後の各地で停戦が結ばれたことを報じる新聞記事に相手側の兵士と握手している写真が載っていた。
高橋・ガルシア・健二（たかはし・ガルシア・けんじ）
九竜シティで弟妹を養いながら暮らす孤児。モーセからの融資を受けて長距離ドライバー相手の雑貨屋を営んでいたが、月田姉妹の起こした事件で政府軍に逮捕される。なんとか保釈させることには成功したが、過度の暴行を受けていたこともあってモーセ病院に入院した。退院後、モーセと月田姉妹に対する恩の二律背反に苦しんだ末、モーセに従う道を選ぶ。モーセ壊滅後は2月運動のセル司令官として逮捕される。後に釈放はされたが、行方をくらまし弟妹とも連絡が取れていなかった。だが、応化22年に国際旅団孤児部隊司令官として海人や椿子と再会する。
李替浩（イ・チャンホ）
朝鮮人の便利屋。初対面の相手には「リック」と名乗る。非暴力主義でこの世界の時勢にありながら武器を所持していない。
謝花ひなび（しゃばな ひなび）
健二の知人あり、替浩の彼女。ダイニングバー・バジルのウエイトレス。初体験の経験からセックスレス志向。治安の低下に伴って店長が夜逃げした結果、バジルが閉店し失業。月田姉妹の紹介でとある故売屋の事務員として再就職した。コミック版では失業中はパンプキン・ガールズ事務所を手伝っており、東京制圧戦後、馬場大門けやき並木のカフェに再就職した。
谷川アイコ（たにがわ-アイコ）
長距離ドライバー。月田姉妹を気に入って万里と共にチームを組むことを持ち掛けてくる。パンプキン・ガールズでは突撃隊（コミック版では武装親衛隊）隊長を務める。アッシュブロンドに青いカラーコンタクトがトレードマークだが、コミック版ではメガネになっており、語尾に「ゾ」と付ける口癖がある。
万里（ばんり）
長距離ドライバー。月田姉妹を気に入ってアイコと共にチームを組むことを持ち掛けてくる。横浜華僑出身。パンプキン・ガールズでは経営責任者を務めており、コミック版ではソロバンが特技となっている。
イズール・ダニエロヴィッチ・デムスキー
米軍横田基地に所属する情報将校。マリファナを常用する不良軍人で月田姉妹に協力する。パンプキン・ガールズとの連絡官として大使館付きに異動。情報の提供はするが、実際の工作や調停には手落ちが多い。コミック版では月田姉妹よりも背が低く描かれている。
ダイアナ・ダキラ
性的マイノリティ民兵組織「虹の旗」代表。敵対組織であるモーセを攻撃する意思を示すが、代表である伊藤伸宏が月田姉妹の実父だと知ると気遣う一面ももつ。コミック版では自身も前線にでており、原作の暗殺隊長・ロレッタと統合されている（「軍曹」と名乗り、戦闘隊長を務める男性も登場している）。
伊藤伸宏（いとう のぶひろ）
日本人純血主義を唱え、日本人以外の民族や性的マイノリティ排斥運動をしているNGO「モーセ」の代表。元は文芸評論家で月田姉妹の実父。
本人は宗教や救済には興味が無く、聖書から引用した文言と自身の采配でどれだけ事を動かせるかしか考えていない。月田姉妹との会見中に虹の旗によって暗殺された。
藤井勇（ふじい いさむ）
東京UF配下のマフィア「633部隊」のボス。自身の故郷でもある九竜シティを復興させるために「ニュータウンマーケット」を開いてシティ内部の各勢力との橋渡しをした。シティ警護のために呼び戻した部下に暗殺される。コミック版では傭兵部隊司令官の兄弟・尚と統合されている。
多村毅（たむら つよし）
黒い旅団革命防衛隊司令官。実はトランスジェンダーである元・少女だった。
小野寺（おのでら）
常陸軍司令官。首都圏侵攻後、東京UFの処遇をめぐって非主流派と対立して拘束され、のちに見せしめとして処刑(コミック版では拘束に留まる）される。
李明甫（イ・ミョンボ）
朝鮮系マフィア「高麗幇」メンバー。替浩の甥。戦闘経験もある武闘派で、暗殺された二代目筆頭・徐震の未亡人「小燕」を支持している。
小燕（しょうえん）
朝鮮系マフィア「高麗幇」ナンバー2（二代目筆頭）・徐震の未亡人。珊珊（さんさん）という娘がいる。原作でもコミック版でも海人とよく似た面立ちに描かれ、海人の母・紅かと疑われたが本人は否定している。

## 用語
応化
この世界の日本の元号。内戦勃発後に皇族は国外亡命をしたが、引き続き使用されている。
孤児兵
15歳以上の男子、特に保護責任者のいない孤児は強制的に徴兵して組織された部隊の構成員。正確には反政府軍を含めた武装勢力は開戦してすぐに消耗する戦力補填の手段として子供の拉致などを行っており、政府軍も応化11年から徴兵を開始した。新兵訓練の際に保護者のいる者と戦闘経験のある一部の孤児で適応力に差異が生じたため、分けて扱われている。
それでも適性や能力にはバラつきがあり、練度や戦闘員としての適性もさして考慮せずに最前線に投入され、戦力というより「消耗品」として扱われている。表向き「未成年の徴兵」が世界的にタブー視されることから公的には存在が認められず、兵役期間が終わる18歳になれば除隊するか正規兵として再登録されるため、「見えない兵士（インヴィジブル・ソルジャーズ）」と揶揄される。
作中では応化12年に佐々木海人大佐（当時16歳。第一分隊長・伍長）が、小隊長（軍曹）として抜擢されるまで、指揮官以上は正規兵で限定されていた。

### 登場勢力
常陸軍
政府軍旧第51歩兵連隊。当初は他と変わらない軍閥だったが、いわき市の解放を機に友軍であった水戸軍を統合、孤児部隊と外人部隊が増強され旅団規模の独立勢力となる。各勢力の儲け話に堕した戦争を終わらせるため、仙台軍・宇都宮軍と連合して首都圏に侵攻する。その後、黒い旅団、我らの祖国との激戦を耐えぬく。マフィアや外国系住民、性的マイノリティなど各種勢力と手を結び、人種とジェンダーの多様性を承認する北関東の最強勢力で規律正しく地域住民の評判も良い。。
パンプキン・ガールズ
月田姉妹など4名によって設立された女の子だけのマフィア。主に都心で活動し、短期間にアンダーグラウンドで大きな力を持つようになる。常陸軍と協力関係にある。メンバー各自の服装や行動に関しては非常に自由度が高く（このため、ボスである月田姉妹と側近たちの指示がないかぎり作戦行動はほとんど不可能）、戦闘時でもおしゃれや異性装が認められている。
虹の旗
九竜シティの性的マイノリティの武装組織。モーセと敵対し常陸軍と協力関係にある。
高麗幇
九竜シティの朝鮮系マフィア。常陸軍と協力関係にある。シティの約半分を支配しており、制圧戦後の選挙では幇の息のかかったものが当選するのではないかと他勢力に警戒される。
ンガルンガニ
アボリジニの言葉で「夢の時」を意味する娼婦を中心とした性的マイノリティの武装組織。海人にメンバーが助けられて以来、常陸軍と協力関係にある。いわき市に本部を置き首都圏にも支部をつくるが、個人のゆるやかなネットワークであるために統率がとれていない。
P / 女戦闘部隊
ンガルンガニの武装隊。名称は娼婦を表す「Prostitute」の頭文字。構成員309名の10個小隊。いわき戦争では常陸軍に協力、市内での弾薬庫破壊工作や市民の誘導を行った。常陸軍が連隊から旅団に再編制された際に「女戦闘中隊」として編入される。
イーハトーブの森
カイトの出資で常陸市に新設された孤児院。実質的な運営はンガルンガニのメンバーが行っている。原作では元ホームセンターだったが、コミック版では連絡を受けたファンが急遽手配したラブホテルとなる。

政府軍
表向きは日本国軍だが、その実態はアメリカが支援する国内最大の武装勢力でしかなく腐敗しきっている。内戦初期以外に本格的な戦闘経験がなく、常陸軍および連合軍の首都圏侵攻によって瓦解した。
軍事評議会
内戦初期に反政府軍を首都圏から追い払った後、誕生した軍事政権。議会の解散、憲法停止、戒厳令の布告、徴兵制の導入によって戦力を強化するがその実態は東京UFの傀儡。常陸軍と連合軍の首都圏侵攻によって瓦解した。
暫定統治評議会
軍事評議会崩壊後、反政府連合が首都圏で旧政府軍と開いた暫定政権。黒い旅団の侵攻により瓦解。
社会正義党
首都圏の旧政府軍の残党が結成した軍閥。統率が取れておらず我らの祖国に吸収された。
我らの祖国
首都圏のモーセと旧政府軍の残党が結成した外国人、性的マイノリティを排斥する新興武装勢力。社会正義党の大半を吸収し黒い旅団撤退後は常陸軍と首都圏を二分したが最終決戦で破れ壊滅した。生きのびた残党が都心に潜伏し、散発的にテロを仕掛けている。
黒い旅団
反人種差別、ゲイ・ヒロイズムを掲げ、性的マイノリティを排斥する新興武装勢力。 女性の武装化に反対し外国人傭兵も信用しない。長野県で孤児兵たちによって結成された小集団だったが短期間で急成長し、首都圏に侵攻して宇都宮軍を壊滅させ常陸軍と激しく敵対した。しかし、パンプキンガールズの作戦によって腐敗していき弱体化、その隙をつかれて指導者のスキャンダルを暴かれ、混乱し自滅した。
仙台軍
東北最大の軍閥。常陸軍と首都圏に侵攻して暫定統治評議会に加わるが、黒い旅団の進撃で撤退する。もともとは反政府軍の東北方面軍。コミック版では火砲が充実しているが、血の気が多く子供っぽい司令官・伊達政人（後に国防大臣）の気質ゆえか、一般人の犠牲にかまわず敵の部隊や拠点を圧倒的な火力で叩き潰すような描写が多い。
宇都宮軍
北関東最大の軍閥。常陸軍と首都圏に侵攻して暫定統治評議会に加わるが、黒い旅団の進撃で大半が壊滅する。もともとは反政府軍の東北方面軍。コミック版では、軍隊としての活動より商売を重視している小太りな男・土屋宗円（後に内務大臣）が司令官。
モーセ
九竜シティの男性優位を掲げ、外国人、性的マイノリティを排斥するNGO。代表は伊藤伸宏。元々はキリスト教原理主義のカルト教団だったが、教祖の死後は教義を捨て排他主義のNGOになった。日本人には医療、教育、低金利の金融サービスを行って支持を得て秘密武装組織「2月運動」を使ってテロ活動を続ける。性的マイノリティなど各種勢力によって壊滅した。 
2月運動
コミック版では「二月運動」と表記されている。モーセが組織したテロ部隊だが、10-30人程度のグループ「セル」がそれぞれ独立して活動している。「ハウス」と呼ばれるアジトに使い捨ての工作員として孤児を拉致して利用している。孤児は兄弟姉妹がいる者を選んでおり、任務で出す者の身内を人質として監禁し、失敗や逃亡をした際には人質を他の孤児の前で処刑している。

東京UF（とうきょう-ユナイテッド・フロント）
日本最大のマフィア。首都圏を拠点に国土の半分を縄張りとしドラッグなどを生産、輸出して経済を動かしている。内戦後に誕生した日本人の犯罪組織で合法、非合法の企業の連合体だが自前の兵力を持たず軍事評議会の下部組織を使う。常陸軍の首都進攻によって弱体化し始め内部抗争によって上層部の大半が消え去り、黒い旅団によって多くの利権を奪われ残存部分も我らが祖国と滅びた。
常陸TC（ひたち-トレーディンク・カンパニー）
常陸市を牛耳るヤクザ組織だが、実質的には東京UFの下部組織。常陸軍が本格的活動の手始めとして非合法の経済活動を取り締まりはじめたことに対しワイロで解決を図ったため、それを口実に排除された。彼らの後釜として、ファン・ヴァレンティン率いるロシアンマフィアが利権を手に入れる事になる。
アメリカ軍
世界最大最強の軍隊。この世界のアメリカは、カジノ経済で失業者があふれているが軍事費は豊富である。日本国の再建はあきらめ在日米軍の駐留基地の維持に専念しているが、常陸軍とは協力関係にある。

### 登場地域
常陸市
茨城県北部の港湾都市。モデルは日立市。ドラッグや略奪品の積出港であったことからマフィアが市の運営、経済を取り仕切り、戦乱にさらされず、他と比べれば治安はまだましだった。常陸軍の本拠地となると治安が改善し、北海道からの投資によって急速に復興し、通常の行政も行なわれるようになった。しかし、そのことは市外にも知られており、他の地域が荒れると難民が押し寄せることとなる。
いわき市
福島県南部の都市。反政府系地方軍閥のいわき軍によって支配されていたが、いわき軍の壊滅後、常陸軍と仙台軍の共同進駐地帯となり、北海道からの投資によって急速に復興し、通常の行政も行なわれるようになった。
九竜シティ
東京の多摩ニュータウンの成れの果てとでもいうべき巨大スラム。推定人口200万人。内戦前からスラムだったが内戦初期に空爆を受け、より荒れ果てた。治安は最悪で、軍隊すら介入できない完全無法地帯である。孤児が異常に多く、インフラも全く整備されていない。
東京
日本の首都。人口3千万。内戦初期以外は本格的な戦乱はなく、各軍閥の身内が普通に暮らしていたが常陸軍の侵攻以来、主戦場となる。
北海道
実質的には独立地域。北海道軍は、政府軍、反政府軍いずれにも与せず内戦にも参戦しなかった。そのために安定し経済的に繁栄、国内難民が押し寄る別天地となったが、内戦を放置したことを反省する世論が高まり、最終決戦では常陸軍に協力した。

## 書籍一覧
- 裸者と裸者 上 孤児部隊の世界永久戦争
  - 角川書店 2004年9月 ISBN 4048735578
  - 角川文庫 2007年12月 ISBN 9784043615032
- 裸者と裸者 下 邪悪な許しがたい異端の
  - 角川書店 2004年9月 ISBN 4048735586
  - 角川文庫 2007年12月 ISBN 9784043615049
- 愚者と愚者 上 野蛮な飢えた神々の叛乱
  - 角川書店 2006年9月 ISBN 4048737198
  - 角川文庫 2008年6月 ISBN 9784043615056
- 愚者と愚者 下 ジェンダー・ファッカー・シスターズ
  - 角川書店 2006年9月 ISBN 4048737201
  - 角川文庫 2008年6月 ISBN 9784043615063
- 覇者と覇者 歓喜、慚愧、紙吹雪
  - 角川書店 2008年10月 ISBN 4048738941
  - 角川文庫 2011年10月 ISBN 9784041000236